# Haruya Yamazaki
Haruya Yamazaki (山崎晴哉, Yamazaki Haruya), de son nom de naissance Tadashi Yamazaki, est un scénariste japonais né le 2 février 1938 à Tokyo au Japon et mort en février 2002. Il est principalement connu pour être le scénariste des films d'animation Le Château de Cagliostro, Cobra et pour sa participation au scénario des séries d'animation Albator, le corsaire de l'espace et Rémi sans famille.

## Œuvre sélective
- 1970-1971 : Ashita no Joe (épisodes)
- 1977-1978 : Rémi sans famille (24 épisodes)
- 1978 : L'Île au trésor (série d'animation, 1978) (épisodes)
- 1978 - 1979 : Albator, le corsaire de l'espace (21 épisodes)
- 1979 : Le Château de Cagliostro
- 1982 : Cobra, le film (film)
- 1982 : Cobra(TV) (15 épisodes)
- 1983 : Super Durand (épisodes)

## Sources
- (en) Jonathan Clements et Helen McCarthy, The Anime Encyclopedia, 3rd Revised Edition : A Century of Japanese Animation, Berkeley, Californie, Stone Bridge Press, 2015, 1136 p. (ISBN 9781611720181, présentation en ligne)